# 疯狂大变身
《疯狂大变身》（俄语：Волки и овцы: бе-е-е-зумное превращение）是由安德烈·加拉特和马克西姆·沃尔科夫执导的2016年俄罗斯动画电影，于2016年4月28日发行。

## 劇情
在一片魔幻而遥远的土地上，在绿色草地和丘陵之间的一个风景如画的小村庄里，生活着一群无忧无虑的绵羊。但是当一群狼在附近的峡谷里扎营时，她的无忧无虑的田园生活就被打断了。按照古老的传统，该领导人的领导人玛格拉（Magra）宣布，他的未来继任者必须通过解散竞争对手来证明他的领导权。当强大而嗜血的拉格（Ragear）上前时，唯一勇于挑战他的狼就是格里斯（Grey），这是该群人最喜欢但绝望的螺丝刀。为了成为领导者并恢复比安卡的爱，格里斯进入森林，在那里他发现了一个吉普赛兔营地。兔子算命先生玛米给了他神奇的蜕变药水，格里斯（Grey）喝了酒，然后回到了狼洞，但到了狼发现狼又不再是狼了。现在它变成了绵羊！

## 外部連結
- 互联网电影数据库（IMDb）上《疯狂大变身》的资料（英文）
- 爛番茄上《疯狂大变身》的資料（英文）
- 豆瓣电影上《疯狂大变身》的資料 （简体中文）